# Campionati del mondo di atletica leggera indoor 2012 - 1500 metri piani maschili
La gara dei 1500 metri piani maschili si è tenuta il 9 marzo (batterie) e 10 marzo (finale).

## Risultati

### Batterie
I 22 atleti qualificati sono stati divisi in 2 batterie: si qualificano alla finale i primi 3 di ogni batteria più i migliori 3 tempi di ripescaggio.
| Pos | batt | Nome                  | Nazione                   | Tempo   | Note       |
| --- | ---- | --------------------- | ------------------------- | ------- | ---------- |
| 1   | 2    | Abdalaati Iguider     | Marocco (bandiera)        | 3:38.41 | Q          |
| 2   | 2    | Mekonnen Gebremedhin  | Etiopia (bandiera)        | 3:39.16 | Q          |
| 3   | 2    | Ayanleh Souleiman     | Gibuti (bandiera)         | 3:39.51 | Q,NR       |
| 4   | 2    | Matthew Centrowitz    | Stati Uniti (bandiera)    | 3:39.54 | q          |
| 5   | 2    | Silas Kiplagat        | Kenya (bandiera)          | 3:39.59 | q          |
| 6   | 2    | Francisco Javier Abad | Spagna (bandiera)         | 3:40.55 | q          |
| 7   | 1    | Ilham Tanui Özbilen   | Turchia (bandiera)        | 3:41.93 | Q          |
| 8   | 1    | Aman Wote             | Etiopia (bandiera)        | 3:42.24 | Q          |
| 9   | 1    | Amine Laâlou          | Marocco (bandiera)        | 3:42.36 | Q          |
| 10  | 1    | Bethwell Birgen       | Kenya (bandiera)          | 3:42.72 |            |
| 11  | 2    | Yegor Nikolayev       | Russia (bandiera)         | 3:43.33 |            |
| 12  | 1    | Galen Rupp            | Stati Uniti (bandiera)    | 3:43.39 | PB         |
| 13  | 1    | David Bustos          | Spagna (bandiera)         | 3:43.66 |            |
| 14  | 1    | Gregory Beugnet       | Francia (bandiera)        | 3:44.20 |            |
| 15  | 1    | Oleksandr Borysiuk    | Ucraina (bandiera)        | 3:44.28 |            |
| 16  | 1    | Lewis Moses           | Regno Unito (bandiera)    | 3:45.04 |            |
| DQ  | 2    | Mohammed Shaween      | Arabia Saudita (bandiera) | 3:45.12 | NR, Doping |
| 17  | 2    | Kemal Koyuncu         | Turchia (bandiera)        | 3:45.33 | SB         |
| 18  | 2    | Ryan Foster           | Australia (bandiera)      | 3:46.26 | PB         |
| 19  | 2    | James Brewer          | Regno Unito (bandiera)    | 3:47.58 |            |
| 20  | 1    | Mohamad Al-Garni      | Qatar (bandiera)          | 3:47.63 |            |
| 21  | 1    | Ciaran O'Lionaird     | Irlanda (bandiera)        | 3:50.12 | PB         |
| 22  | 1    | Abdallahi Cheikh      | Mauritania (bandiera)     | 4:47.24 | NR         |

### Finale
Finale cominciata alle 19:01.
| Pos. | Nome                  | Nazione                | Tempo   | Note |
| ---- | --------------------- | ---------------------- | ------- | ---- |
| 1    | Abdalaati Iguider     | Marocco (bandiera)     | 3:45.21 |      |
| 2    | Ilham Tanui Özbilen   | Turchia (bandiera)     | 3:45.35 |      |
| 3    | Mekonnen Gebremedhin  | Etiopia (bandiera)     | 3:45.90 |      |
| 4    | Aman Wote             | Etiopia (bandiera)     | 3:47.02 |      |
| 5    | Ayanleh Souleiman     | Gibuti (bandiera)      | 3:47.35 |      |
| 6    | Silas Kiplagat        | Kenya (bandiera)       | 3:47.42 |      |
| 7    | Matthew Centrowitz    | Stati Uniti (bandiera) | 3:47.42 |      |
| 8    | Francisco Javier Abad | Spagna (bandiera)      | 3:48.14 |      |
| 9    | Amine Laâlou          | Marocco (bandiera)     | 3:49.14 |      |